# K8351/8352、K8353/8354次列车
K8351/8352、K8353/8354次列车是中国铁路运行于直辖市上海市至上海市浦东新区间的快速列车，2008年9月1日起自上海南站开行，由上海铁路局上海客运段负责客运任务。2009年4月1日起，列车升级为快速旅客列车。2010年9月15日起，列车双向经停海湾站。2012年8月18日，列车更换为中国铁路25T型客车。2015年8月26日，受天津港爆炸事件与上海地铁16号线开通影响，又因其始发终到的芦潮港站离危险品仓库较近，K8351/8352、K8353/8354次列车停运。

## 历史

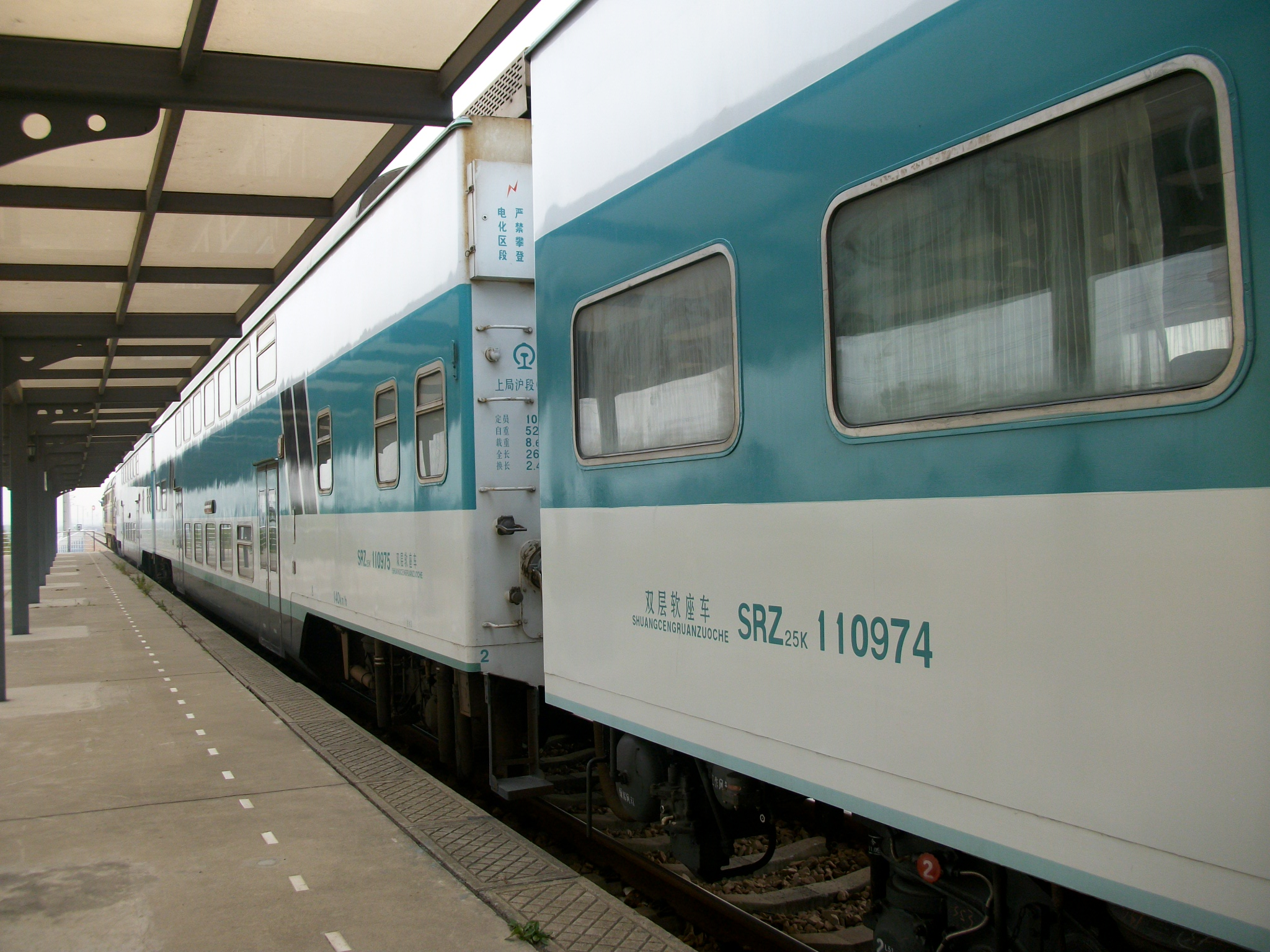
列车编组内的双层中国铁路25Z型客车停靠在海湾站

2008年8月31日，上海铁路局为满足临港新城以及附近港区居民和工作员工出行的需要。自2008年9月1日起开行往返上海南站与芦潮港站之间的5051/5052、5053/5054次旅客列车。初期运营只开行一站直达式普快列车，早晚高峰各一对。从上海南站抵达芦潮港站需1小时10分钟，全程票价为17元。列车全列共设八节中国铁路25Z型客车（车身标注为25K）双层旅客列车车底，均为软座席别。
2009年4月1日，中国铁路实行新的铁路运行图。同时，5051/5052、5053/5054次列车升级为快速旅客列车，车次变更为：K8351/8352、K8353/8354次列车。2010年9月15起，列车双向增加海湾站停靠。
2012年8月18日，此趟列车由原先的双层25Z型旅客列车车底，更换为四方庞巴迪制造的中国铁路25T型客车，原双层25Z列车调配至成都铁路局。同时，列车编组由原先的八节编组，缩短为六节编组。
2015年8月26日，受天津港爆炸事件的影响，又因芦潮港客运站离危险品仓库较近。上海铁路局以避免再次出现安全隐患为由，将往返上海南站与芦潮港站之间的K8351/8352、K8353/8354次列车停运。

## 运营状况
K8351/8352、K8353/8354次列车原计划为满足在临港新城上班的通勤旅客乘坐，因此将部分车厢包给部分驻扎在临港新城的通勤企业员工使用；到了周末则会有前往市郊郊游的旅客。然而由于芦潮港淤塞严重，港口吞吐量不大，使得通勤乘客有限；加上该列车速度慢、班次少、接驳不方便等因素，导致每趟列车散客数量大致为50人左右，团体客为200人左右，每天上座率仅有35％。上海轨道交通16号线开通后，部分在临港新城工作、上学的旅客更是转乘地铁进入上海市区。尽管浦东铁路发展有限公司通过在芦潮港站加开接驳巴士、开发旅游景点、增停海湾站等手段刺激客流，但收效甚微。

## 列车编组

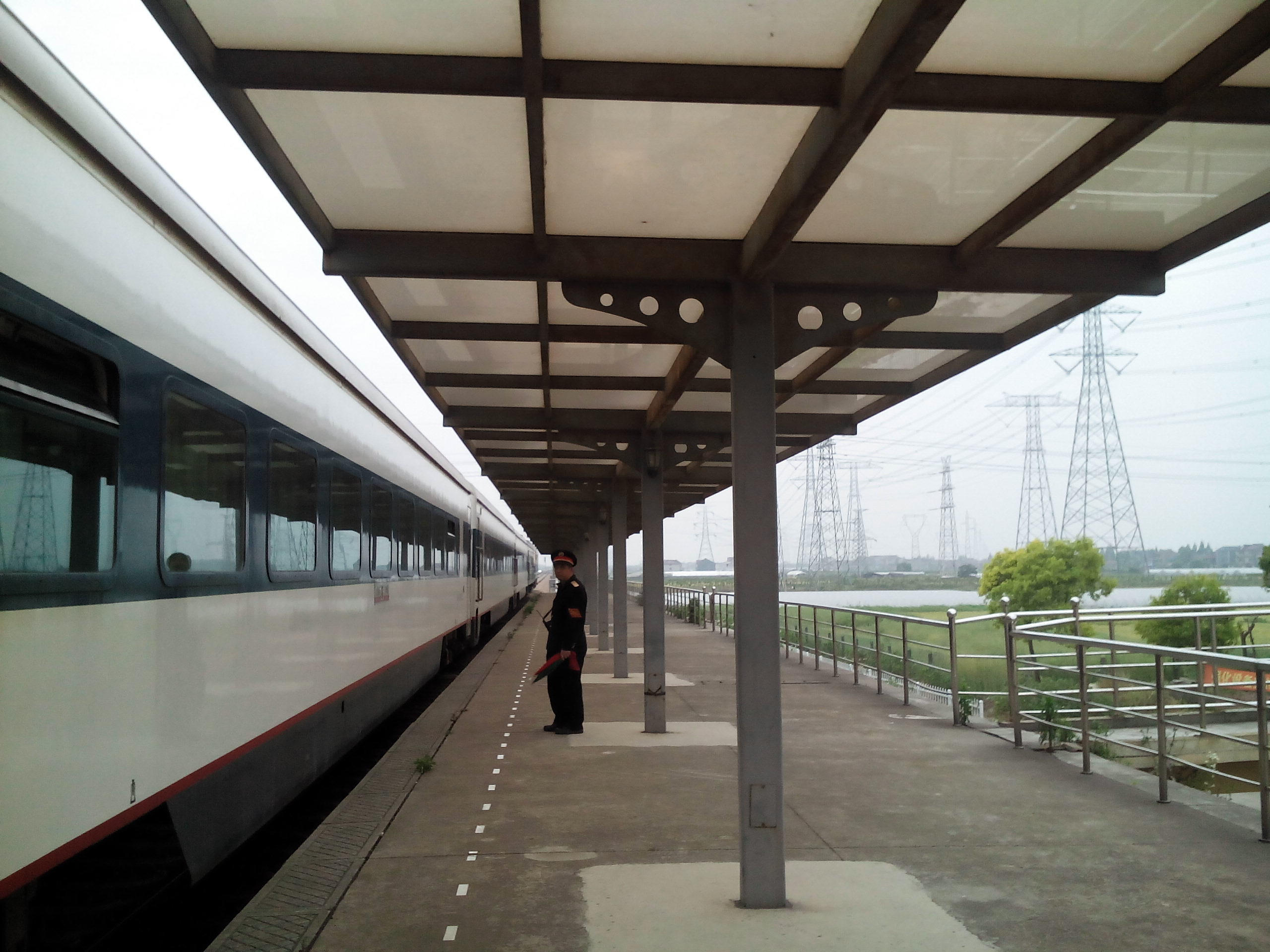
列车上四方庞巴迪製RZ25T列车停靠在海湾站

K8351/8352、K8353/8354次列车使用一组车底，使用4节四方庞巴迪製RZ25T加一节KD25G/KD25K发电车。在这之前，该列车编组曾包含中国铁路24型客车和中国铁路25Z型客车。
| 车厢编号 | 1            | 2            | 3            | 4            | 5                      |
| 车型     | RZ25T 软座车 | RZ25T 软座车 | RZ25T 软座车 | RZ25T 软座车 | KD25G/KD25K 空调发电车 |

## 机车交路

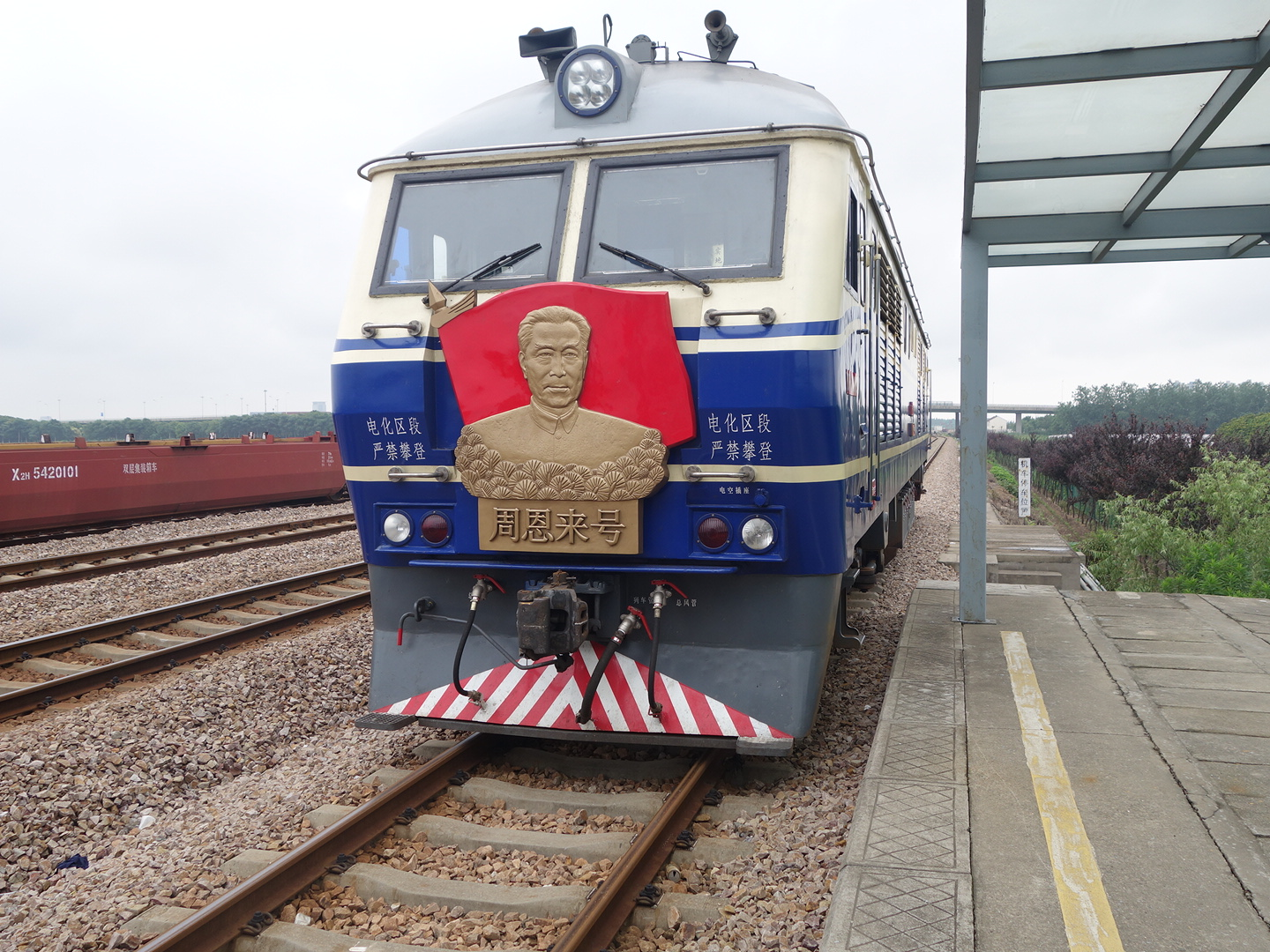
DF11-1898“周恩来号”于芦潮港站与K8352次列车连接

K8351/8352、K8353/8354次列车全程采用配属上海机务段的东风11型内燃机车牵引。2015年5月4日前，第三代“周恩来号机车”（DF11-1898）也时常担当该列车交路。
| 车站区段      | 上海南 ↔ 芦潮港           |
| 本务机车 配属 | 东风11型内燃机车 上局沪段 |

## 时刻表
| K8353次 | K8353次 | K8351次 | K8351次 | 里程 | 停靠站 | 里程 | K8352次 | K8352次 | K8354次 | K8354次 |
| 到点    | 开点    | 到点    | 开点    | 里程 | 停靠站 | 里程 | 到点    | 开点    | 到点    | 开点    |
| ------- | ------- | ------- | ------- | ---- | ------ | ---- | ------- | ------- | ------- | ------- |
| —       | 14:45   | —       | 07:31   | 0    | 上海南 | 93   | 10:27   | —       | 18:07   | —       |
| 15:30   | 15:31   | 08:16   | 08:18   | 63   | 海湾   | 30   | 09:38   | 09:39   | 17:17   | 17:18   |
| 15:57   | —       | 08:44   | —       | 93   | 芦潮港 | 0    | —       | 09:14   | —       | 16:53   |